# UFC Women's Featherweight Championship
Il titolo dei pesi piuma femminili UFC è stato introdotto l'11 febbraio 2017, quando Germaine de Randamie batté Holly Holm in occasione dell'evento UFC 208. Comprende le lottatrici di peso non superiore a 66 kg (145 libbre).

## Lista delle campionesse
| Nome | Data                       | Luogo                  | Difese                                                                                                |
| --- | -------------------------- | ---------------------- | --- |
| Germaine de Randamie batté Holly Holm                                                                               | 11 febbraio 2017 (UFC 208) | Brooklyn, Stati Uniti  | |
| de Randamie fu privata del titolo il 19 giugno 2017, dopo il suo rifiuto di difendere il titolo contro Cris Cyborg. |                            |                        | |
| Cris Cyborg batté Tonya Evinger                                                                                     | 29 luglio 2017 (UFC 214)   | Anaheim, Stati Uniti   | - batté Holly Holm ad UFC 219 il 30 dicembre 2017 - batté Jana Kunickaja ad UFC 222 il 3 marzo 2018   |
| Amanda Nunes | 29 dicembre 2018 (UFC 232) | Inglewood, Stati Uniti | - batté Felicia Spencer ad UFC 250 il 6 giugno 2020 - batté Megan Anderson ad UFC 259 il 6 marzo 2021 |
| Nunes annuncia il suo ritiro il 10 giugno 2023.                                                                     |                            |                        | |